# Molnár Antal (tanító)
Molnár Antal (Szárazberek, 1864. február 23. – ?) tanító.

## Élete
Gimnáziumi tanulmányait Szatmárt kezdte és Debrecenben folytatta. A tanítóképző első két évének elvégzése után másfél évig segédtanító volt Bagamérban; majd visszament Debrecenbe és elvégezte a tanítóképzőt. 1883-ban Nyüvedre ment tanítónak; 1886-ban Albison lett kántor-tanító. Debrecenben, mint III. éves képzőintézeti tanuló, nevelő volt Mayer István gőzmalmi aligazgató családjánál. Plesz debreceni magán fiúnevelő intézetében a magyar nemzeti- és népdalokra ő tanította meg a zsidó fiúkat. Egyházi jegyző, községi képviselő és az érmelléki egyházmegye tantestületének alelnöke volt. A debreceni tanügyi gyűléseken mint egyleti képviselő vett részt. A margitai tanítói körnek is elnöke volt.
Irodalmi munkásságát az Érmelléki Hiradó c. társadalmi lapban kezdte és a Tanítók Lapjában folytatta, amelynek főmunkatársa volt.
Álnevei és jegye: Philant, Referens és Abc.